# Lev Berg
Lev Semionovici Berg (în rusă Лев Семёнович Берг; n. 2/14 martie 1876, Tighina, Imperiul Rus – d. 24 decembrie 1950, Komarovo, Sestrorețki raion⁠(d), RSFS Rusă, URSS) a fost un important geograf și zoolog sovietic. A servit ca Președinte al Societății Geografice Sovietice între 1940 și 1950.

## Biografie
S-a născut în orașul Bender (Tighina) din același ținut, gubernia Basarabia (Imperiul Rus), într-o familie de evrei basarabeni. Tatăl său, Simon G. Berg, era notar; mama, Klara Bernstein-Kogan, era gospodină. A absolvit Universitatea din Moscova în 1898. Între 1903 și 1914, a muncit la Muzeul de Zoologie din Petrograd. A fost unul dintre fondatorii Institutului Geografic, acum o facultate de geografie a Universității din Sankt Petersburg.
Berg a studiat și a determinat adâncimea lacurilor din Asia centrală, printre acestea numărându-se Balhaș și Issîk Kul. A dezvoltat doctrina de zone naturale a lui Dokuceaev, care urma să devină una dintre fundațiile biologiei sovietice. A deschis căi noi către monografe pe tema climatologiei, principalele fiind „Clima și Viața” (1922) și „Fundațiile Climatologiei” (1928). 
În 1916, a publicat patru volume ale studiului „Peștilor din Rusia”. A 4-a ediție a fost publicată în 1949 sub numele de „Pești de Apă Dulce din Uniunea Sovietică și Țările Învecinate” pentru care a câștigat Premiul Stalin. Se spune că a descoperit relația simbiotică dintre somni și somon. Numele lui Berg este prezent în denumirile din limba latină a mai mult de 60 de specii de plante și animale.
În Occident, Berg este cunoscut în principiu ca autorul controversatei teorii macroevoluționiste a Nomogenezei (Berg, L. S. Nomogenes ili evolutsia na osnove zakonomernostey. Trudy geograficheskogo instituta. T. 1. Petersburg: Gos. Izd. 1922).
În anul 2001, Banca Republicană Transnistreană a bătut o monedă de argint onorând nativul Transnistriei, cu toate că Berg s-a născut în Basarabia, ca o parte a seriei de monede comemorative numite „Oameni de seamă ai Transnistriei”.

## Lucrări
- „Peștii de apă dulce din Rusia” (1923)
- „Descoperirea Kamceatkei și Călătoriile lui Bering în Kamceatka” (1924)
- „Principiile climatologiei” (1926)
- „Clasificarea peștilor, recenți cât și fosile” (1940)
- „Pești de apă dulce din U.R.S.S. și țări învecinate” (3 volume; 1948-49)
- „Zone naturale ale U.R.S.S.” (1950)

## Lev Berg și teoria evoluționismului
Una din cele mai importante lucrări scrise de Lev Berg tratează evoluția și adoptă teze opuse darwinismului. Vezi:
- Nomogenesis or Evolution determined by law, translated by J.N.Rostovtsov, Cambridge, Mass, M.I.T Press, 1969.